# Pancratiuskerk (Sassenheim)

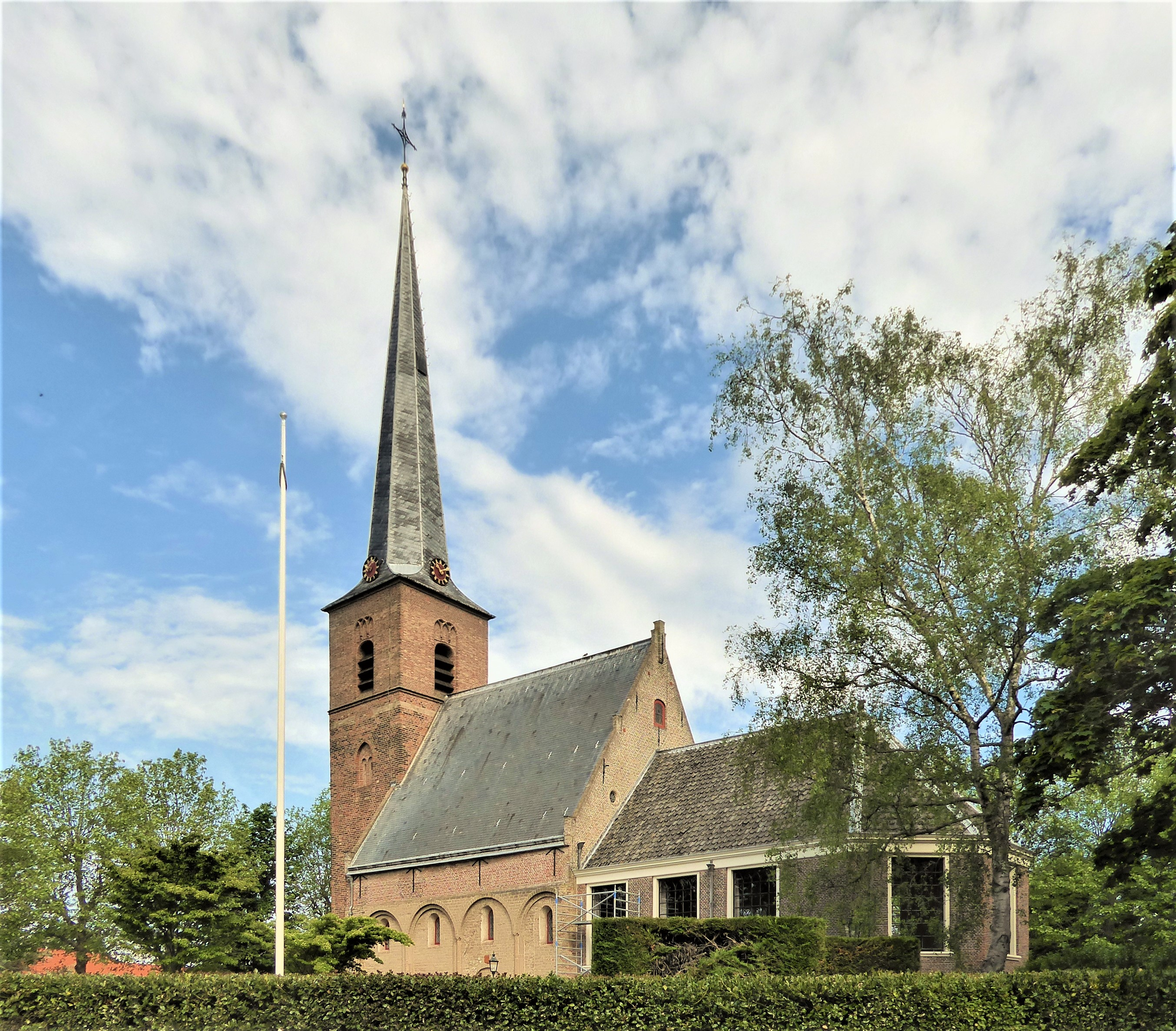
Die Pancratiuskerk

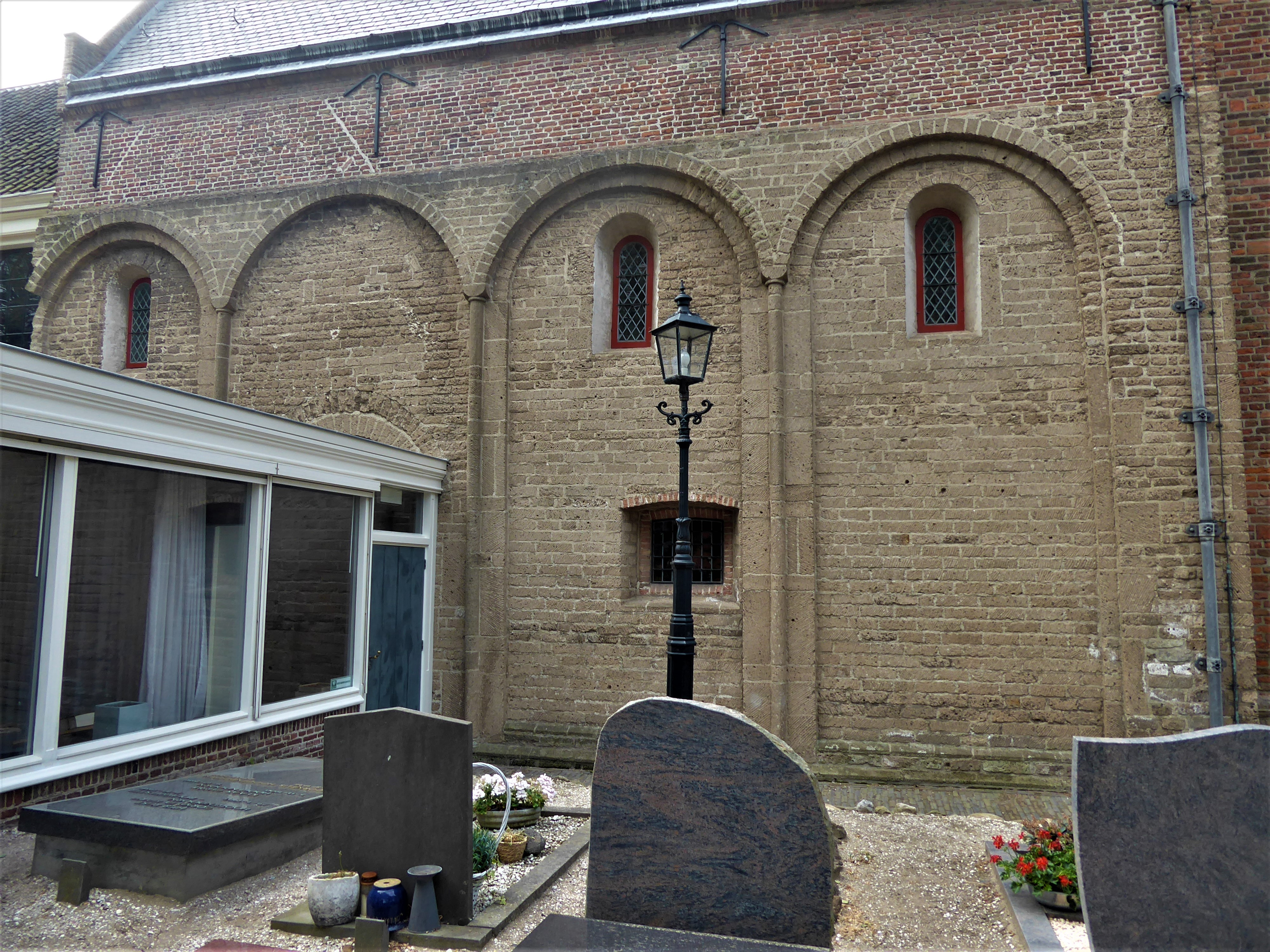
Romanisches Langhaus

Die Pancratiuskerk ist ein Kirchengebäude der Protestantischen Kirche in den Niederlanden in Sassenheim, einem Ortsteil der Gemeinde Teylingen (Provinz Südholland). Das Kirchengebäude ist als Rijksmonument eingestuft.

## Geschichte
Von der romanischen Dorfkirche, die vor der Reformation zu Ehren des heiligen Pankratius geweiht war, hat sich das einschiffige Langhaus aus dem 12. Jahrhundert erhalten, das aus Tuffstein gemauert ist. Es hat eine reiche Wandgliederung mit Rundbögen auf Pilastern und Säulen. Der Turm wurde Mitte des 13. Jahrhunderts erbaut und um 1500 spätgotisch erhöht. Darin hängt eine von Willem Wegewaert 1592 gegossene Uhr. Um 1500 wurde auch das Langhaus für den Bau eines neuen Querschiffs und Chorraums erhöht und verkürzt. Dieser Anbau litt am meisten unter der Zerstörung der Kirche im Zuge der Belagerung von Leiden im Jahr 1573, wonach 1594/95 nur das Kirchenschiff und der Turm wiederhergestellt wurden. Die Sakristei an der Ostseite stammt aus dem Jahr 1684. Der Turm wurde 1957/58 restauriert. Bei der Restaurierung des Langhauses 1971 bis 1973 wurde das romanische Erscheinungsbild der Kirche rekonstruiert. Die Kirche enthält eine von Hans Goltfuss für die Gasthuiskerk in Delft 1657 gebaute Orgel, die 1975 in Sassenheim aufgestellt wurde und eine aus der Reformierten Kirche in Wijk bij Duurstede stammende Kanzel von 1843.